# Carl Philipp Emanuel Bach
Carl Philipp Emanuel Bach (tudi: Karl, Phillip, Phillipp, Philip, Emmanuel), nemški skladatelj, * 8. marec 1714, Weimar, † 14. december 1788, Hamburg.
Bil je eden izmed začetnikov klasicističnega glasbenega sloga in ustvarjal v obdobju rokokoja ter klasicizma.
Carl Philipp Emanuel je bil drugi sin Johanna Sebastiana Bacha in njegove prve žene Barbare. Po študiju prava v Leipzigu in Frankfurtu na Odri je prišel v dvorni orkester pruskega prestolonaslednika in poznejšega kralja Friderika II.. Kmalu je zaslovel kot eden največjih  mojstrov klaviature svojega časa. Leta 1768 je nasledil svojega krstnega botra Georga Philippa Telemanna na mestu hamburškega glasbenega direktorja in kantorja, zato so mu dali vzdevek Hamburški Bach. Carl Philipp Emanuel je v svoji uspešni karieri ustvaril velikanski opus koncertov, sonat, pasijonov, arij in drugih del, zaslužen pa je tudi za ohranitev velikega dela opusa svojega očeta. Deloval je tudi kot pedagog in glasbeni teoretik. Njegovo najpomembnejše teoretično delo je »Versuch über die wahre Art das Clavier zu spielen«. V skladateljskem smislu je razvil tako imenovani »občuteni slog« in z njim močno vplival tudi na mladega Mozarta, njegova zmožnost za improvizirano oblikovno nevezano ustvarjanje pa je vplivala tudi na romantične skladatelje, predvsem na C. M. von Webra.